# Lyncornis
Lyncornis är ett släkte med fåglar i familjen nattskärror.
- Malajöronnattskärra (L. temminckii)
- Större öronnattskärra (L. macrotis)

Tidigare inkluderades de två arterna i Eurostopodus, men DNA-studier visar att de inte är varandras närmaste släktingar. För mer diskussion kring släktskapen inom familjen, se artikeln nattskärror. 